# Unione Sportiva Sanremese 1952-1953
Questa voce raccoglie le informazioni riguardanti l'Unione Sportiva Sanremese nelle competizioni ufficiali della stagione 1952-1953.

## Rosa
| N. |                   | Ruolo | Calciatore             |
| -- | ----------------- | ----- | ---------------------- |
|    | Italia (bandiera) | A     | Lanfranco Albertelli   |
|    | Italia (bandiera) | A     | Ettore Bertoni         |
|    | Italia (bandiera) | A     | Tito Celani            |
|    | Italia (bandiera) | C     | Mario Codevilla        |
|    | Italia (bandiera) | C     | Marcello Cordone       |
|    | Italia (bandiera) | P     | Emanuele Dalla Fontana |
|    | Italia (bandiera) | C     | Franco Giraudo         |
|    | Italia (bandiera) | D     | Gino Littarelli        |
|    | Italia (bandiera) | A     | Giuseppe Madini        |
|    | Italia (bandiera) | A     | Umberto Mantero        |

| N. |                      | Ruolo | Calciatore           |
| -- | -------------------- | ----- | -------------------- |
|    | Italia (bandiera)    | D     | Attilio Monza        |
|    | Italia (bandiera)    | A     | Armando Mozzetta     |
|    | Italia (bandiera)    | C     | Mario Pattarozzi     |
|    | Argentina (bandiera) | A     | Orlando Rao          |
|    | Italia (bandiera)    | D     | Silvio Rispoli       |
|    | Italia (bandiera)    | C     | Aldo Riva            |
|    | Italia (bandiera)    | C     | Pietro Trevisan      |
|    | Italia (bandiera)    | C     | Antonio Vanelli      |
|    | Italia (bandiera)    | A     | Mario Ventimiglia    |
|    | Italia (bandiera)    | P     | Alessandro Von Mayer |